# Ян-Марко Монтаґ
Ян-Марко Монтаґ  (нім. Jan-Marco Montag, 12 серпня 1983) — німецький хокеїст на траві, олімпійський чемпіон.

## Виступи на Олімпіадах
| Олімпіада  | Дисципліна     | Місце |
| ---------- | -------------- | ----- |
| Пекін 2008 | хокей на траві | 1     |